# Strerror
Строковая функция strerror - функция языков C/C++, транслирующая код ошибки, который обычно хранится в глобальной переменной errno, в сообщение об ошибке, понятное человеку.

## История
Функция strerror определена в IEEE Std 1003.1, также известном как POSIX 1.

## Реентрабельность
Функция strerror не реентрабельна. Существуют две потокобезопасных замены strerror: strerror_s в visual c++ и strerror_r в стандарте POSIX.

## Использование

### Подключение
C
```
#include
 
<string.h>

```

C++
```
#include
 
<cstring>

```

### Объявление
```
char
*
 
strerror
(
int
 
errnum
);

```

### Семантика
Функция генерирует и выводит строку в стиле языка Си с сообщением об ошибке, полученного из кода ошибки, переданного errnum.